# مصالحة (توابل)

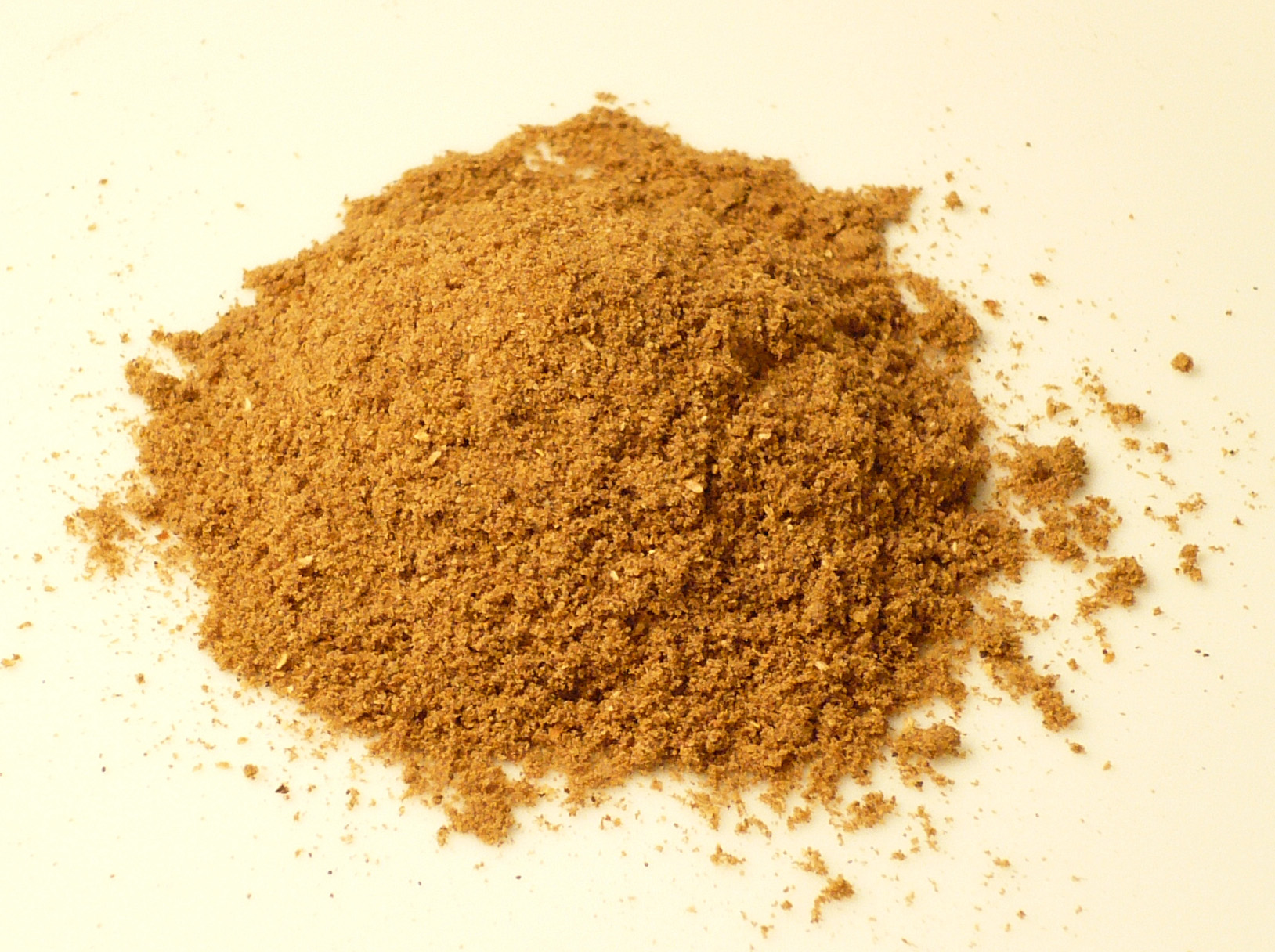

المصالحة (بالأُردية: مصالحہ) (وتُنقحر خطأً من الإنجليزية ب: ماسالا) هو مُصطلح يُستخدم في مطابخ جنوب آسيا (بما في ذلك الهند، بنغلادش، والمطابخ الباكستانية)، لوصف خليط من التوابل. والمصالحة إما أن تكون مزيجا من التوابل المجففة (وعادة ما تكون جافة محمصة)، أو عجينة (مثل مصالحة فيندالو) وهي مصنوعة من مزيج من التوابل ومكونات أخرى—عادة ما تكون الثوم، الزنجبيل، والبصل. وهو يستخدم على نطاق واسع في الطبخ الهندي لإضافة نكهة للطعام.